# Produce 101 (sezon 1)
Produce 101 (kor. 프로듀스 101, stylizowane na PRODUCE 101) – południowokoreański survivalowy reality show transmitowany na antenie Mnet od 22 stycznia do 1 kwietnia 2016 roku. Jest to duży projekt, w którym wzięło udział 101 stażystek z 46 firm rozrywkowych. Spośród nich publiczność miała wybrać 11 osób, które utworzą nową grupę, a też jej koncept, debiutancki utwór i nazwę grupy. Pierwszy sezon programu miał drugi co do wielkości budżet wszystkich projektów zaplanowanych na 2016 rok przez Mnet – około czterech miliardów wonów.

## Projekt
Produce 101 to pierwszy krajowy projekt współpracy między agencjami, który skupił 101 stażystek z różnych wytwórni. Spośród nich publiczność wybrała 11 stażystek, które utworzyły girlsband. Grupa występowała przez rok, wydawała albumy pod wytwórnią CJ E&M, dziewczęta miały też możliwość później dołączyć do grup stworzonych przez ich agencje. Uczestniczki zamieszkały razem 5 grudnia 2015 roku i rozpoczęły przygotowania do pierwszej grupowej misji w studiu CJ E&M w Ilsan 27 grudnia 2015 roku.
Do programu zatrudniono kilku artystów, którzy zajęli się treningiem uczestniczek. Aktor i piosenkarz Jang Keun-suk pełnił funkcję mentora, wokalistka Brown Eyed Girls – JeA i Kim Sung-eun prowadziły zajęcia wokalne, Kahi i Bae Yoon-jung były odpowiedzialne za taniec, a Cheetah prowadziła zajęcia rapu. Ponadto trenerka Ray Yang jest odpowiedzialna za trening fitness dziewcząt.

## Przedpremierowa kampania promocyjna
Produce 101 został zaprezentowany po raz pierwszy w 453 odcinku programu M Countdown 17 grudnia 2015 roku. Grupa została przedstawiona przez Jang Keun-suka, 98 spośród 101 uczestniczek zaprezentowało swoje talenty w piosence „Pick Me”.
Od 18 grudnia 2015 roku przez tydzień ujawniano kolejne z 101 uczestniczek projektu przez oficjalną stronę, Facebook, Instagram oraz Naver TV Cast. Każda z dziewcząt została przedstawiona za pośrednictwem profilu ze zdjęciem oraz nagrania wideo.
21 stycznia 2016 roku w 63 Convention Center w Yeouido (Seul) odbyła się prezentacja produkcji. Mistrz Ceremonii Jang Keun-suk, pięć mentorek oraz 97 spośród 101 uczestniczek wzięło w niej udział. Podczas eventu ujawniono, że z grupy 101 stażystek powstanie jedenastoosobowy girlsband, który zadebiutuje 3 kwietnia 2016 roku pod wytwórnią YMC Entertainment.

## Przebieg programu
W odcinku 1 i 2 przedstawione zostały wszystkie ze 101 uczestniczek. Główny prowadzący Jang Keun-suk zapowiedział, że w trakcie programu odbędzie się pięć misji. Każda z dziewcząt wystąpiła przed jurorami (Jang Keun-suk, Kahi, Bae Yoon-jung, Cheetah, JeA, Kim Sung-eun), którzy ocenili ich indywidualne zdolności wokalne i taneczne przydzielając notę A, B, C, D lub F. Pierwszym zadaniem było nauczenie się piosenki „Pick Me” i opanowanie choreografii. Każda z pięciu grup miała osobne zajęcia wokalne, taneczne i z rapowania. Po trzech dniach zajęć uczestniczki zostały ponownej ocenie i otrzymały nową notę. Wszystkie uczestniczki zaprezentowały piosenkę po raz pierwszy w 453 odcinku programu M Countdown.
W trzecim odcinku przedstawione zostało drugie zadanie – „bitwa zespołów” (ang. Group Battle), zapowiedziano też pierwszą eliminację uczestniczek z pozycji 62-98. Uczestniczki mogły wybrać spomiędzy debiutanckich piosenek dziesięciu girlsbandów: „Irony” (Wonder Girls), „Break It” (Kara), „Into the New World” (Girls’ Generation), „AH” (After School), „Fire” (2NE1), „Hot Issue” (4minute), „LA chA TA” (f(x)), „Push Push” (SISTAR), „Bad Girl Good Girl” (miss A) oraz „I Don’t Know” (Apink). Dziewczyny z grupy A konkurowały o piosenki w wyścigu i otrzymały przywilej wybrania członków swojego zespołu spośród pozostałych stażystek. Dwa zespoły wykonujące tę samą piosenkę rywalizowały ze sobą na żywo, a zespół większą liczbą zdobytych punktów otrzymał dodatkowo 1000 punktów. Najwięcej głosów zdobyła Kim Se-jeong z Jellyfish Entertainment (204).
W piątym odcinku Shin Bo-ra, Heo Young-ji i Park Kyung (z Block B) pojawili się jako specjalni prowadzący, pokazano m.in. specjalny trening fitness z Ray Yang. Podany został też ostateczny ranking i wyeliminowano stażystki z pozycji 62-97.
W szóstym odcinku rozpoczął się drugi etap głosowania. Jang Keun-suk zapowiedział drugą eliminację uczestniczek z pozycji 36-61, a także przedstawił trzecie zadanie – ocena pozycji (kor. 포지션 평가). Uczestniczki miały wystąpić w grupach na podstawie pozycji, na której chciały zadebiutować: wokal, taniec lub rap. Do wyboru miały 6 piosenek do wokalu: „Monster” (Big Bang), „Call Me Baby” (Exo), „My Best” (Huh Gak i John Park), „Me Gustas Tu” (GFriend), „Yanghwa BRDG” (Zion.T), „Day by Day” (Tashannie); 4 piosenki do tańca: „Growl” (Exo), „Bang Bang” (Jessie J, Ariana Grande, Nicki Minaj), „Say My Name” (Destiny’s Child), „Full Moon” (Sunmi); 3 piosenki do rapu: „You Look Happy” (Verbal Jint), „Turtle Ship” (SMTM4), „Rhythm Ta” (iKON). Zespoły miały opracować aranżację wokalu, rapu i choreografię, następnie wystąpiły przed publicznością, a stażystka z największą liczbą zdobytych punktów otrzymała dodatkowo 100 tys. punktów. W grupie wokalu najwięcej głosów zdobyła Kim Se-jeong (406), w grupie rapu – Kim Hyeong-eun (318), a w grupie tańca – Kang Mi-na (269).
W ósmym odcinku uczestniczki otrzymały lekcję angielskiego prowadzoną przez Lee Si-wona, podczas której oglądały sceny z Jessi z Unpretty Rapstar i naśladowały jej wymowę. Poprzez nagranie Jang Keun-suk zapowiedział rozpoczęcie kolejnego zadania przed drugą rundą eliminacji – wszystkie 61 dziewcząt, które przetrwały do tej pory, uczestniczyły w zajęciach, ale nie wszystkie mogły wystąpić. Czwartym zadaniem była ocena koncepcji (kor. 콘셈트 평가); uczestniczki mogły wybrać spośród pięciu nowych piosenek: „24 Hours” (kor. 24시간) (EDM; prod. DJ Koo i Maximite), „Fingertips” (Girl Crush Pop; prod. Ryan Jhun), „Don’t Matter” (Hip-Hop; prod. San E), „Yum-Yum” (Trap Pop; prod. iDR) oraz „In The Same Place” (kor. 같은 곳에서) (Girlish Pop; prod. Jinyoung z B1A4). W każdej grupie mogło znajdować się 14 osób, pozostałe były odsyłane przez pierwszą osobę w danej grupie. Zwycięska grupa zdobyła dodatkowo 150 tys. punktów. W trakcie ćwiczeń piosenek odbyła się druga eliminacja, pozostało 35 uczestniczek.
Po eliminacji grupy zostały przeorganizowane: nadmiarowe osoby zostały wytypowane przez głosowanie i odesłane do innej grupy. Jang Keun-suk oznajmił, że uczestniczki wystąpią przed 3 tysięczną widownią. Dziewczyny wróciły do ćwiczeń, spotkały się z producentami, aby nagrać swoje piosenki w studiu. Zwyciężyła grupa z piosenką „In The Same Place”.
W dziesiątym odcinku uczestniczki wzięły udział w różnych lekcjach (makijażu i wymowy) i uczestniczyły w sesji terapeutycznej. Po trzeciej eliminacji w programie zostały uczestniczki 1-22. Po eliminacji Jang Keun-suk zapowiada ostatnią misję – ocena debiutanckiej piosenki (kor. 데뷔곡 평가). Przedstawił piosenkę „CRUSH” (prod. Ryan Jhun), a uczestniczki zostały podzielone na dwie grupy składające się z głównego wokalu, ośmiu wokali wspierających i dwóch raperek.

## Uczestniczki
Kolejność według oficjalnej strony internetowej.
Legenda
     Zrezygnowała z udziału
     Wyeliminowana w piątym odcinku
     Wyeliminowana w ósmym odcinku
     Wyeliminowana w dziesiątym odcinku
     Zwycięska grupa
| Agencja                      | Imię                      | Ocena sędziów | Ocena sędziów |
| Agencja                      | Imię                      | 1             | 2             |
| ---------------------------- | ------------------------- | ------------- | ------------- |
| Indywidualne stażystki       | Kang Si-won (강시원)      | F             | C             |
| Indywidualne stażystki       | Kim Min-jung (김민정)     | D             | F             |
| Indywidualne stażystki       | Kim Seo-kyoung (김서경)   | B             | A             |
| Indywidualne stażystki       | Kim Si-hyeon (김시현)     | F             | D             |
| Indywidualne stażystki       | Seong Hye-min (성혜민)    | D             | F             |
| Astory Entertainment         | Park Ga-eul (박가을)      | B             | C             |
| Astory Entertainment         | Yim Kyung-ha (임경하)     |               |               |
| FM Entertainment             | Yun Yu-dam (윤유담)       | B             | D             |
| Kconic Entertainment         | Kim Min-ji (김민지)       | D             | F             |
| Kconic Entertainment         | Kim Hyeong-eun (김형은)   | C             | B             |
| Kconic Entertainment         | Park Se-hee (박세희)      | C             | F             |
| Kconic Entertainment         | Lee Jin-hee (이진희)      | D             | F             |
| M2 Project                   | Pyun Kang-yoon (편강윤)   | F             | F             |
| MJ Entertainment             | Kim Mi-so (김미소)        | D             | C             |
| MJ Entertainment             | Yu Su-ah (유수아)         | A             | D             |
| MJ Entertainment             | Heo Sa-em (허샘)          | C             | F             |
| Pledis Entertainment         | Gang Gyeong-won (강경원)  | C             | D             |
| Pledis Entertainment         | Kang Ye-bin (강예빈)      | A             | A             |
| Pledis Entertainment         | Kim Min-kyeong (김민경)   | F             | B             |
| Pledis Entertainment         | Park Si-yeon (박시연)     | B             | B             |
| Pledis Entertainment         | Lim Na-young (임나영)     | B             | A             |
| Pledis Entertainment         | Jung Eun-woo (정은우)     | D             | B             |
| Pledis Entertainment         | Zhou Jieqiong (주결경)    | A             | A             |
| YAMA&HOTCHICKS Entertainment | Lim Jung-min (임정민)     | B             | B             |
| Music Works                  | Kim So-hee (김소희)       | C             | C             |
| Starship Entertainment       | Kim Tae-ha (김태하)       | B             | D             |
| Starship Entertainment       | Shim Chae-eun (심채은)    | C             | F             |
| Starship Entertainment       | Yu Yeun-jung (유연정)     | B             | A             |
| Chungchun Music              | Kang Si-ra (강시라)       | B             | B             |
| 2able Company                | Park Hae-young (박해영)   | A             | B             |
| 101 Doors                    | Kim Ha-yun (김하윤)       |               |               |
| Cube Entertainment           | Kwon Eun-bean (권은빈)    | A             | D             |
| Cube Entertainment           | Lee Youn-seo (이윤서)     | F             | B             |
| Cube Entertainment           | Jeon So-yeon (전소연)     | A             | A             |
| Happy Face Entertainment     | Kim Si-hyeon (김시현)     | F             | B             |
| Happy Face Entertainment     | Kim Woo-jung (김우정)     | B             | C             |
| Happy Face Entertainment     | Kim Ja-yeon (김자연)      | F             | D             |
| Happy Face Entertainment     | Kim Ji-sung (김지성)      | D             | B             |
| Happy Face Entertainment     | Kim Hong-eun (김홍은)     | C             | F             |
| Happy Face Entertainment     | Lee Su-hyeon (이수현)     | D             | B             |
| Happy Face Entertainment     | Hwang Soo-yeon (황수연)   | B             | C             |
| Happy Face Entertainment     | Hwang Ah-young (황아영)   | D             | D             |
| LOEN Entertainment           | Park So-yeon (박소연)     | A             | A             |
| MAJESTY                      | Niwa Shiori (니와 시오리) | D             | B             |
| MAJESTY                      | An Ye-seul (안예슬)       | B             | B             |
| Music K Entertainment        | Kim Ju-na (김주나)        | C             | F             |
| RedLine Entertainment        | Kim So-hye (김소혜)       | F             | F             |
| Nextar Entertainment         | Moon Hyun-ju (문현주)     | F             | F             |
| Nextar Entertainment         | Choi Eun-bin (최은빈)     | C             | C             |
| Mystic Entertainment         | Kim Su-hyun (김수현)      | C             | D             |
| Star Planet Co.              | Ham Ye-ji (함예지)        | D             | F             |

| Agencja                   | Imię                          | Ocena sędziów | Ocena sędziów |
| Agencja                   | Imię                          | 1             | 2             |
| ------------------------- | ----------------------------- | ------------- | ------------- |
| Chorokbaem Juna           | Ng Sze Kai (응 씨 카이)       | B             | B             |
| Tipping Entertainment     | Ariyoshi Risa (아리요시 리사) | F             | F             |
| CMG Chorok Stars          | Lim Hyo-sun (임효선)          |               |               |
| Jellyfish Entertainment   | Kang Mi-na (강미나)           | A             | A             |
| Jellyfish Entertainment   | Kim Na-young (김나영)         | A             | A             |
| Jellyfish Entertainment   | Kim Se-jeong (김세정)         | A             | A             |
| LOUDers Entertainment     | Kim Bo-seon (김보선)          | D             | D             |
| LOUDers Entertainment     | Lee Seo-jeong (이서정)        | F             | D             |
| LOUDers Entertainment     | Hwang Se-young (황세영)       | C             | D             |
| MBK Entertainment         | Ki Hui-hyeon (기희현)         | C             | A             |
| MBK Entertainment         | Kim Da-ni (김다니)            | B             | A             |
| MBK Entertainment         | Jung Chae-yeon (정채연)       | C             | C             |
| Next Level Entertainment  | Lee Se-heun (이세흔)          | B             | C             |
| SS Entertainment          | Seo Hye-lin (서혜린)          | F             | D             |
| SS Entertainment          | Lee Su-hyun (이수현)          | D             | A             |
| SS Entertainment          | Lee Hae-in (이해인)           | C             | A             |
| Duble Kick Company        | Heo Chan-mi (허찬미)          | A             | B             |
| Blessing Entertainment    | Kim Do-hee (김도희)           | F             | F             |
| Blessing Entertainment    | Kim Sol-ee (김솔이)           | F             | F             |
| Blessing Entertainment    | Bang Joon-hee (방준희)        | F             | C             |
| Blessing Entertainment    | Ahn Yu-mi (안유미)            | D             | F             |
| Blessing Entertainment    | Oh Han-areum (오한아름)       | F             | F             |
| Hello Music Entertainment | Kim Da-jeong (김다정)         | D             | C             |
| Cani Star Entertainment   | Park Ha-yi (박하이)           | F             | D             |
| Fantagio                  | Kim Do-yeon (김도연)          | B             | A             |
| Fantagio                  | Lee Soo-min (이수민)          | F             | A             |
| Fantagio                  | Jung Hae-rim (정해림)         | C             | C             |
| Fantagio                  | Choi Yoo-jung (최유정)        | D             | A             |
| Fantagio                  | Chu Ye-jin (추예진)           | F             | F             |
| DSP Media                 | Yun Chae-kyoung (윤채경)      | D             | C             |
| DSP Media                 | Cho Shi-yoon (조시윤)         | D             | D             |
| JYP Entertainment         | Ennik Somi Douma (전소미)     | A             | B             |
| M&H                       | Kim Chung-ha (김청하)         | A             | A             |
| M&H                       | Oh Seo-jung (오서정)          | B             | A             |
| Midas Entertainment       | Kim Yeon-kyeong (김연경)      | B             | C             |
| Midas Entertainment       | Shin Hye-hyeon (신혜현)       | F             | C             |
| Midas Entertainment       | Lee Chae-lin (이채린)         | D             | D             |
| Midas Entertainment       | Choi Yu-bin (최유빈)          | C             | D             |
| Midas Entertainment       | Katherine C. Lee (캐서린 리)  | D             | F             |
| Midas Entertainment       | Han Ji-yeon (한지연)          | D             | F             |
| NHemg                     | Hwang Ri-yu (황리유)          | F             | F             |
| Star Empire Entertainment | Kang Si-hyeon (강시현)        | C             | F             |
| Star Empire Entertainment | Kim Yun-ji (김윤지)           | C             | B             |
| Star Empire Entertainment | Han Hye-ri (한혜리)           | C             | D             |
| Magic Fresh Company       | Nam Su-jin (남수진)           | C             | C             |
| Magic Fresh Company       | Park Min-ji (박민지)          | B             | A             |
| Show Works                | Hwang In-sun (황인선)         | D             | C             |
| ECUBE Media               | Kim Seol-a (김설아)           | D             | F             |
| Clear Company             | Ma Eun-jin (마은진)           |               |               |
| &August Entertainment     | Yoon Seo-hyeung (윤서형)      | F             | D             |

## Ranking
Top 11 uczestniczek wybranych przez internetowe głosowanie na stronie głównej programu Produce 101 i głosowania publiczności na żywo pokazane na końcu każdego odcinka. Ten ranking określa 11 najlepszych uczestniczek pod koniec danego odcinka.

### Pierwszy etap głosowania
| #  | Odcinek 1 (głosy online) | Odcinek 2 (głosy online) | Odcinek 3 (głosy online) | Odcinek 4 (głosy „na żywo”) | Odcinek 4 (głosy „na żywo”) | Odcinek 5 (głosy łączne) | Odcinek 5 (głosy łączne) |
| #  | Odcinek 1 (głosy online) | Odcinek 2 (głosy online) | Odcinek 3 (głosy online) | Imię                        | Głosy                       | Imię                     | Głosy                    |
| -- | ------------------------ | ------------------------ | ------------------------ | --------------------------- | --------------------------- | ------------------------ | ------------------------ |
| 1  | Jeon Somi                | Jeon Somi                | Jeon Somi                | Kim Se-jeong                | 1204                        | Kim Se-jeong             | 559694                   |
| 2  | Kim Se-jeong             | Kim Se-jeong             | Kim Se-jeong             | Hwang Soo-yeon              | 1180                        | Jeon Somi                | 528772                   |
| 3  | Zhou Jieqiong            | Kang Mi-na               | Kang Mi-na               | Lim Na-young                | 1160                        | Choi Yoo-jung            | 392773                   |
| 4  | Jung Chae-yeon           | Zhou Jieqiong            | Kim Da-ni                | Kim Ju-na                   | 1137                        | Zhou Jieqiong            | 387537                   |
| 5  | Jung Eun-woo             | Kim Na-young             | Ki Hui-hyeon             | Kim Do-yeon                 | 1125                        | Kang Mi-na               | 376977                   |
| 6  | Ki Hui-hyeon             | Kim Da-ni                | Zhou Jieqiong            | Jeon Somi                   | 1118                        | Ki Hui-hyeon             | 294540                   |
| 7  | Kim Da-ni                | Heo Chan-mi              | Kim Na-young             | Kim Min-kyeong              | 1117                        | Kim Da-ni                | 273930                   |
| 8  | Kang Mi-na               | Jung Chae-yeon           | Choi Yoo-jung            | Kang Yae-bin                | 1110                        | Jung Chae-yeon           | 251469                   |
| 9  | Kim Na-young             | Ki Hui-hyeon             | Heo Chan-mi              | Park Si-yeon                | 1097                        | Kim Na-young             | 250552                   |
| 10 | Kwon Eun-bean            | Kwon Eun-bean            | Jung Chae-yeon           | Kim Si-hyeon                | 1088                        | Jeon So-yeon             | 230395                   |
| 11 | Choi Yoo-jung            | Jeon So-yeon             | Jeon So-yeon             | Park Min-ji                 | 1087                        | Kim So-hye               | 227670                   |

Uwagi
- W 4 odcinku członkinie zwycięskich zespołów otrzymały dodatkowe 1000 punktów.
- Ranking odcinka 5 to wynik połączonego głosowania online oraz wyników z poprzedniego odcinka.

### Drugi i trzeci etap głosowania
| #  | Drugi etap               | Drugi etap               | Drugi etap               | Trzeci etap               | Trzeci etap               |
| #  | Odcinek 6 (głosy online) | Odcinek 8 (łączne głosy) | Odcinek 8 (łączne głosy) | Odcinek 10 (łączne głosy) | Odcinek 10 (łączne głosy) |
| #  | Odcinek 6 (głosy online) | Imię                     | Głosy                    | Imię                      | Głosy                     |
| -- | ------------------------ | ------------------------ | ------------------------ | ------------------------- | ------------------------- |
| 1  | Kim Se-jeong             | Kim Se-jeong             | 1473685                  | Jeon Somi                 | 380783                    |
| 2  | Choi Yoo-jung            | Choi Yoo-jung            | 1286447                  | Kim Se-jeong              | 131612                    |
| 3  | Kang Mi-na               | Kang Mi-na               | 1212720                  | Choi Yoo-jung             | 128004                    |
| 4  | Jeon Somi                | Jeon Somi                | 1201490                  | Kim So-hye                | 94189                     |
| 5  | Kim Na-young             | Kim Na-young             | 931084                   | Kim Chung-ha              | 89323                     |
| 6  | Zhou Jieqiong            | Zhou Jieqiong            | 885556                   | Kim So-hee                | 54538                     |
| 7  | Kim So-hye               | Kim Do-yeon              | 841749                   | Yun Chae-kyoung           | 53255                     |
| 8  | Kim Do-yeon              | Kim So-hye               | 833101                   | Han Hye-ri                | 49379                     |
| 9  | Yu Yeun-jung             | Jung Chae-yeon           | 696808                   | Lim Na-young              | 48110                     |
| 10 | Jung Chae-yeon           | Yu Yeun-jung             | 684660                   | Yu Yeun-jung              | 45985                     |
| 11 | Lim Na-young             | Lim Na-young             | 665898                   | Kim Do-yeon               | 44873                     |

### Wynik
Podczas ostatniego odcinka wyemitowanego 1 kwietnia 2016 roku Jang Keun-suk ogłosił nazwę girlsbandu – I.O.I (Hangul: 아이오아이). Zespół zadebiutował na początku maja 2016 roku z „unikalną” koncepcją.
| #  | Odcinek 11 (Łączne głosy) | Odcinek 11 (Łączne głosy) |
| #  | Imię                      | Głosy                     |
| -- | ------------------------- | ------------------------- |
| 1  | Jeon Somi                 | 858333                    |
| 2  | Kim Se-jeong              | 525352                    |
| 3  | Choi Yoo-jung             | 438778                    |
| 4  | Kim Chung-ha              | 403633                    |
| 5  | Kim So-hye                | 229732                    |
| 6  | Zhou Jieqiong             | 218338                    |
| 7  | Jung Chae-yeon            | 215338                    |
| 8  | Kim Do-yeon               | 200069                    |
| 9  | Kang Mi-na                | 173762                    |
| 10 | Lim Na-young              | 138726                    |
| 11 | Yu Yeun-jung              | 136780                    |

## Dyskografia

### Single
| 2015                                           | Pick Me                              | 9  | KOR: 893 723+ | –                   |
| 2016                                           | 24 Hours (kor. 24시간)               | 44 | KOR: 159 877+ | 35 Girls 5 Concepts |
| 2016                                           | Fingertips                           | 21 | KOR: 377 575+ | 35 Girls 5 Concepts |
| 2016                                           | Don’t Matter                         | 30 | KOR: 215 899+ | 35 Girls 5 Concepts |
| 2016                                           | Yum-Yum (kor. 얌얌)                  | 14 | KOR: 537 951+ | 35 Girls 5 Concepts |
| 2016                                           | In The Same Place (kor. 같은 곳에서) | 8  | KOR: 807 282+ | 35 Girls 5 Concepts |
| „–” oznacza, że wydawnictwo nie było notowane. |                                      |    |               |                     |

## Oglądalność
| No. | Data emisji | Oglądalność | Oglądalność |
| No. | Data emisji | AGB Nielsen | TNmS        |
| --- | ----------- | ----------- | ----------- |
| 1   | 2016.01.22  | 1,042%      | 0,5%        |
| 2   | 2016.01.29  | 1,561%      | 1,1%        |
| 3   | 2016.02.05  | 1,78%       | N/A         |
| 4   | 2016.02.12  | 3,306%      | 3%          |
| 5   | 2016.02.19  | 3,475%      | 3,6%        |
| 6   | 2016.02.26  | 3,406%      | 3,6%        |
| 7   | 2016.03.04  | 3,781%      | 3,4%        |
| 8   | 2016.03.11  | 3,664%      | 4,78%       |
| 9   | 2016.03.18  | 2,976%      | 3,17%       |
| 10  | 2016.03.25  | 3,692%      | 4,1%        |
| 11  | 2016.04.01  | 4,383%      | 3,7%        |

## Następstwa programu
- Zwycięska grupa I.O.I zadebiutowała 4 maja 2016 z minialbumem Chrysalis[36].

- Kilka członkiń grupy wznowiło działania w swoich agencjach:

- Jung Chae-yeon (razem z Ki Hee-hyun) wznowiły aktywności w zespole DIA wydając Happy Ending 14 czerwca 2016.
- Kim Se-jeong i Kang Mi-na (razem z Kim Na-young) zadebiutowały jako członkinie zespołu Gugudan i wydały pierwsze EP Act. 1 The Little Mermaid 28 czerwca 2016.
- Yu Yeon-jung została nową członkinią koreańsko-chińskiego zespołu Cosmic Girls, nagrała EP The Secret, który ukazał się 17 sierpnia 2016.
- Zhou Jieqiong i Lim Na-young zadebiutowały w zespole Pristin i wydały pierwszy EP Hi! Pristin 21 marca 2017.
- Kim Chung-ha nagrała piosenkę do ścieżki dźwiękowej serialu Himssen-yeoja Do Bong-soon 17 marca 2017 i zadebiutowała minialbumem solowym Hands on Me 7 czerwca 2017.
- Choi Yoo-jung i Kim Do-yeon zadebiutowały w girlsbandzie Weki Meki wydając pierwszy minialbum WEME 8 sierpnia 2017.

- W 2018 roku Jeon So-mi rozwiązała umowę z JYP Entertainment i przeszła do The Black Label, zadebiutowała jako solistka 13 czerwca 2019 z singlem Birthday.

- Zespół I.B.I, składający się z Han Hye-ri (12.), Lee Su-hyun (13.), Kim So-hee (15.), Yoon Chae-kyung (16.) i Lee Hae-in (17.), wydał pierwszy singel „MOLAE MOLAE”[43].
- Yoon Chae-kyung (16.) z DSP Media dołączyła do girlsbandu April 11 listopada 2016[44].
- Ng Sze Kai wróciła do swojej grupy z Hongkongu, As One (AS 1), wydając singel „Hey Ya!” (헤이야) 4 maja 2016[45].
- Kwon Eun-bin oficjalnie dołączyła do CLC w czerwcu 2016[46].
- Park Hae-young, Kim Mi-so i Heo Sa-em (obecnie Soo-yeon) zadebiutowały w zespole A.DE pod wytwórnią 2able Company 19 czerwca 2016[47].
- Gang Gyeong-won, Kim Min-kyeong, Kang Ye-bin, Park Si-yeon i Jung Eun-woo z Pledis Entertainment wydały cyfrowy singel „We” (28.06.2016) i zadebiutowały w zespole Pristin 21 marca 2017[48][40].
- Kim Tae-ha odeszła ze Starship Entertainment do Dublekick Entertainment i dołączyła do zespołu Momoland 10 kwietnia 2017[49].
- Ma Eun-jin dołączyła do girlsbandu Playback (z agencji Coridel Entertainment) 13 kwietnia 2017[50].
- Lim Hyo-sun dołączyła do grupy H.U.B 31 maja 2017[51].
- Park Ga-eul zadebiutowała w girlsbandzie Favorite 5 lipca 2017[52].
- Jung Hae-rim z Fantagio zadebiutowała w girlsbandzie Weki Meki 8 sierpnia 2017[42].
- Lee Seo-jeong odeszła z LOUDers Entertainment i dołączyła do Fantagio. Pojawiła się w teledysku „Confession” zespołu Astro w listopadzie 2016 i zadebiutowała w girlsbandzie Weki Meki 8 sierpnia 2017[42].
- Kim Da-jeong odeszła z Hello Music Entertainment do LUK Factory, pod którą zadebiutowała w girlsbandzie HashTag wydając 11 października 2017 minialbum The Girl Next Door.
- Yu Su-ah zadebiutowała z zespole SEEART wydając 12 grudnia 2017 singel Bloom The SEEART[53].
- Lee Se-heun z Next Level Entertainment zadebiutowała w girlsbandzie Girlkind wydając 17 stycznia 2018 singel FANCI[54].
- Jeon So-yeon zadebiutowała solo 5 listopada 2017 z singlem „Jelly”[55]. 2 maja 2018 zadebiutowała w girlsbandzie (G)I-DLE[56].
- Kim Si-hyun podpisała kontrakt z Yuehua Entertainment w kwietniu 2016. Wzięła udział w Produce 48. 18 marca 2019 zadebiutowała w zespole Everglow.
- Kim Seo-kyoung (30.) podpisała kontrakt z Kiwi Pop, pod którą zadebiutowała w girlsbandzie GWSN w 2018.
- Debiuty solowe:

- Kim Woo-jung zadebiutowała jako D.A.L 4 sierpnia 2016 z piosenką „Fireworks”.
- Hwang In-sun zadebiutowała 28 kwietnia 2016 z piosenką „Emoticon”.
- Kim Ju-na zadebiutowała 12 września 2016 z piosenką „Summer Dream”.
- Kang Si-ra wydała singel „Don’t Wanna Forget” 18 stycznia 2017.
- Kim So-hee zadebiutuje z minialbumem the Fillette 8 listopada 2017.